# دويه كرستولوفيتش
دويه كرستولوفيتش (بالكرواتية: Duje Krstulović) مواليد 5 فبراير 1953، هو لاعب كرة سلة كرواتي سابق. لعب مع نادي سبليت لكرة السلة. حمل الرقم 13. مثّل منتخب بلاده. شارك في دورة الألعاب الأولمبية الصيفية سنة 1980.

## سجل المنافسة
شارك في المنافسات التالية:
- بطولة أمم أوروبا لكرة السلة 1977
- بطولة أمم أوروبا لكرة السلة 1979
- الألعاب الأولمبية الصيفية 1980

## الميداليات
| الميدالية | المسابقة                         |
| --------- | -------------------------------- |
| ذهبية     | الألعاب الأولمبية الصيفية 1980   |
| ذهبية     | بطولة كأس العالم لكرة السلة 1978 |
| ذهبية     | بطولة أمم أوروبا لكرة السلة 1977 |
| برونزية   | بطولة أمم أوروبا لكرة السلة 1979 |

## روابط خارجية
- دويه كرستولوفيتش على موقع الاتحاد الدولي لكرة السلة (الإنجليزية)
- دويه كرستولوفيتش على موقع الاتحاد الدولي لكرة السلة (الإنجليزية)
- دويه كرستولوفيتش على موقع سبورتس رفرنس (الإنجليزية)
- دويه كرستولوفيتش على موقع أوليمبيديا (الإنجليزية)